# Mark Strand
Mark Strand, född 11 april 1934 i Summerside på Prince Edward Island, död 29 november 2014 i Brooklyn i New York, var en kanadensiskfödd amerikansk poet, essäist och översättare.

## Poesi i urval
- 1964 – Sleeping with one eye open
- 1968 – Reasons for moving
- 1970 – Darker
- 1973 – The story of our lives
- 1990 – The continuous life
- 1991 – The monument
- 1993 – Dark harbor
- 1998 – Blizzard of one
- 2006 – Man and camel
- 2012 – Almost invisible

### Svenska översättningar
- Berättelsen om våra liv (översättning: Stewe Claeson) (Rallarros, 1985)
- Det pågående livet (The continuous life) (översättning: Stewe Claeson) (Ellerström, 2008)